# Agalliopsis decis
Agalliopsis decis är en insektsart som beskrevs av Paul S. Cwikla och Delong 1985. Agalliopsis decis ingår i släktet Agalliopsis och familjen dvärgstritar. Inga underarter finns listade i Catalogue of Life.